# Sainshand
Sainshand (en mongol Сайншанд) es una localidad de Mongolia, capital del aymag Dornogovi.

## Demografía
Según estimación 2010 contaba con una población de 28.712 habitantes.